# Laconië
Laconië (Grieks: Λακωνία, Lakonía, Latijn: Laconia) is de naam van een voormalige Griekse nomos, gelegen in de zuidoostelijke hoek van de Peloponnesos, met 99.637 inwoners (2001). De huidige nomos Lakonía valt grotendeels samen met de gelijknamige historische landstreek. De hoofdstad van Laconië is Sparta. In de Oudheid werd vaker de naam Lakedemonië (Grieks: Lakedaímon of Lakedaimonia) gebruikt, zowel voor het gebied Laconië als voor de Spartaanse staat.

## Geschiedenis
Het gebied, dat ca. 1100 v.Chr. door de Doriërs werd gekoloniseerd, omvat het vruchtbare dal van de Eurotas, en wordt in het westen en oosten begrensd door het gebergten van respectievelijk de Taigetos en de Parnon. In het dal worden citrusvruchten, olijven en katoen verbouwd, op de berghellingen is er schapen- en geitenteelt. Langs de kust leeft men nog van visserij. Laconië was in de Oudheid betrekkelijk ontoegankelijk vanuit zee: de kust was laag en moerassig, en de weinige havens (Githion, Las en Helos) lagen ver van alle verkeer. Zeelieden waren beducht voor de beide kapen, Malea en Tainaron.

## Laconiek
De inwoners van Laconië waren in de Oudheid bekend om hun gewoonte zich op snedige wijze en liefst zo kort mogelijk uit te drukken. Dit verklaart het ontstaan van de uitdrukking laconiek, dat wil zeggen snedig, gevat, en bovendien blijk gevend dat men de zaken doodkalm opneemt, zonder zich druk te maken (volgens Van Dale).

### Anekdotes
Bij de Slag bij Thermopylae stonden de uit verschillende streken verenigde Grieken tegenover een geweldige Perzische overmacht. Herodotos verhaalt in zijn Historiën over een gesprek tussen een krijger uit Trachis, afkomstig uit de streek Malia vlak bij Thermopylae, Thespianen uit Boeotië en Spartanen uit Laconië:

Hoewel het gehele leger van Spartanen en Thespianen buitengewoon veel moed toonde, werd de Spartaan Dienekes de dapperste van allen genoemd. Men zegt dat aan de vooravond van de strijd, iemand van Trachis Dienekes vertelde dat er zo veel Perzische boogschutters waren dat hun pijlen de zon zouden verduisteren. Dienekes, echter, onbevreesd door dit vooruitzicht, antwoordde lachend, "Mooi, dan vechten we in de schaduw"
— Historiën, 7.226

Anderhalve eeuw later stond koning Philippos II van Macedonië op het punt Laconië binnen te vallen. Hij had al veel belangrijke Griekse steden onder zijn controle. Hij stuurt hen het volgende bericht: Als ik deze oorlog win, zullen jullie voor altijd slaven zijn. In een andere versie zegt Philippos het volgende: Ik adviseer jullie om je onmiddellijk over te geven, want als ik met mijn leger door jullie land trek, zal ik de landerijen vernietigen, de bevolking afslachten en de stad tot de grond afbranden. De Spartaanse eforen stuurden een antwoord van één woord: Als. Philippos en later zijn zoon Alexander de Grote hebben allebei Sparta volledig ontweken.

## Plaatsen[3]
Door de bestuurlijke herindeling (Programma Kallikratis) werden de departementen afgeschaft vanaf 2011. Het departement “Laconië” werd een regionale eenheid (perifereiaki enotita). Er werden eveneens gemeentelijke herindelingen doorgevoerd, in de tabel hieronder “GEMEENTE” genoemd.
| Plaats          | Hoofdplaats (vroeger) | Postcode | GEMEENTE        | Hoofdplaats van de gemeente |
| --------------- | --------------------- | -------- | --------------- | --------------------------- |
| Anatoliki Mani  | Kotronas              | 230 66   | Anatoliki Mani  | Gytheio                     |
| Asopos          | Papadianika]          | 230 56   | Monemvasia      | Molaoi                      |
| Elafonisos      |                       | 230 53   | Elafonisos      | Elafonisos                  |
| Elos            | Vlachiotis            | 230 55   | Evrotas         | Skala                       |
| Faris           | Xirokampi             | 230 54   | Sparti (Sparta) | Sparti (Sparta)             |
| Geronthres      | Geraki                | 230 58   | Evrotas         | Skala                       |
| Gytheio         |                       | 232 00   | Anatoliki Mani  | Gytheio                     |
| Karyes          |                       | 230 67   | Sparti (Sparta) | Sparti (Sparta)             |
| Krokees         |                       | 230 57   | Evrotas         | Skala                       |
| Molaoi          |                       | 230 52   | Monemvasia      | Molaoi                      |
| Monemvasia      |                       | 230 70   | Monemvasia      | Molaoi                      |
| Mystras         | Magoula               | 231 00   | Sparti (Sparta) | Sparti (Sparta)             |
| Niata           | Agios Dimitrios       | 230 60   | Evrotas         | Skala                       |
| Oinountas       | Sellasia              | 230 64   | Sparti (Sparta) | Sparti (Sparta)             |
| Oitylo          | Areópoli              | 230 62   | Anatoliki Mani  | Gytheio                     |
| Pellana         | Kastoreio             | 230 59   | Sparti (Sparta) | Sparti (Sparta)             |
| Skala           |                       | 230 51   | Evrotas         | Skala                       |
| Smynos          | Agios Nikolaos        | 230 61   | Anatoliki Mani  | Gytheio                     |
| Sparti (Sparta) |                       | 231 00   | Sparti (Sparta) | Sparti (Sparta)             |
| Therapnes       | Gkoritsa              | 231 00   | Sparti (Sparta) | Sparti (Sparta)             |
| Voies           | Neapoli               | 230 53   | Monemvasia      | Molaoi                      |
| Zarakas         | Reichea               | 230 68   | Monemvasia      | Molaoi                      |

Argolis · Arcadië · Korinthe · Laconië · Messenië
Acarnanië · Achaea · Aenianië · Aetolië · Aperantië · Arcadië · Argolis · Athamanië · Attica · Boeotië · Chalkidiki · Chaonië · Dassaretië · Dolopië · Doris · Elis · Epirus · Evia · Histiaeotis · Korinthië · Laconië · Lokris · Macedonië · Magnesië · Malis · Megaris · Messenië · Molossis · Mygdonië · Oetaea · Parauaea · Pelagonië · Pelasgiotis · Perrhaebië · Phocis · Phthiotis · Piërië · Thesprotië · Thessaliotis · Thessalië · Tymphaea